# Berastegi
Berastegi é um município da Espanha na província de Guipúscoa, comunidade autónoma do País Basco, de área 45,90 km² com população de 1003 habitantes (2007) e densidade populacional de 21,85 hab./km².

## Demografia
| Variação demográfica do município entre 1991 e 2004 | Variação demográfica do município entre 1991 e 2004 | Variação demográfica do município entre 1991 e 2004 | Variação demográfica do município entre 1991 e 2004 |
| --------------------------------------------------- | --------------------------------------------------- | --------------------------------------------------- | --------------------------------------------------- |
| 1991                                                | 1996                                                | 2001                                                | 2004                                                |
| 969                                                 | 932                                                 | 973                                                 | 994                                                 |